# Държавно устройство на Камбоджа
Камбоджа е конституционна монархия.

## Изпълнителна власт
Изпълнителната власт е в ръцете на кралско правителство, начело с министър-председател.

## Законодателна власт
Парламентът на страната е двукамарен.
Горната камара се състои от 54 места, избирани за срок от 6 години.
Долната камара се състои от 123 места, избирани за срок от 5 години.